# L'Avocat du diable (comics)
Pour les articles homonymes, voir L'Avocat du diable.
L'Avocat du diable (The Joker: Devil's Advocate) est un comics américain de Batman réalisé par Chuck Dixon (scénario) et Graham Nolan (dessin).

## Synopsis
Après un nouveau crime, le Joker est arrêté et condamné à mort malgré sa démence. Seulement Batman, a des doutes sur la culpabilité de son pire ennemi dans cette affaire. Il va suivre son instinct et enquêter même si la vérité peut sauver le Joker de la peine capitale, la chaise électrique ...

## Personnages
- Batman
- Robin
- The Joker
- James Gordon
- Alfred Pennyworth
- Barbara Gordon
- Harvey Bullock
- Renee Montoya
- Billy Pettit
- Sarah Essen-Gordon
- Stan Kitch

## Éditions
- 1996 : The Joker: Devil's Advocate (DC Comics)
- 2000 : L'Avocat du diable (Semic, Batman Hors Série).